# 手代木功
手代木 功（てしろぎ いさお、1959年12月12日 - ）は、日本の実業家、薬学博士。塩野義製薬社長を務めている。

## 経歴
宮城県仙台市出身。父・卓は東北電力の技術者。宮城県仙台第一高等学校を経て、1982年に東京大学薬学部を卒業し、塩野義製薬に入社。2度のアメリカ駐在を経て、秘書室長、経営企画部長、取締役、常務、医薬研究開発本部長、専務を経て、2008年から社長に就任。
日本製薬工業協会会長、日本製薬団体連合会会長を歴任した。2010年から大阪商工会議所副頭取も務めている。

## 出演
テレビ東京
- 日経スペシャル カンブリア宮殿 新薬でインフルエンザと戦う（2019年1月24日）[5]

テレビ朝日
- 羽鳥慎一モーニングショー (2022年12月1日) - 玉川報告 「国産初 コロナ治療薬『ゾコーバ』がもたらす社会的意義」